# غيفارية
الغيفارية هي نظرية سياسية يسارية نشأت في كوبا وانتشرت منها إلى كافة دول أمريكا اللاتينية، مؤسسها هو إرنيستو تشي جيفارا أحد أبرز قادة الثورة الكوبية، وهي نظرية أشد تماسكاً من الشيوعية، وتؤيد العنف الثوري وتركز على دور الفرد في مسار التاريخ، وهي تعتبر الإمبريالية الأمريكية العدو الرئيس للشعوب، وترفض الغيفارية استلام السلطة سلمياً وتركز على الكفاح المسلح وتتبنى النظريات الاشتراكية.